# Hellevoetsluis
Hellevoetsluis es un municipio neerlandés situado en la provincia de Holanda Meridional.
En 2016 tiene 38 687 habitantes.
El municipio incluye los núcleos de población de Nieuw-Helvoet, Nieuwenhoorn y Oude en Nieuwe Struiten. Los dos primeros fueron municipios hasta 1960, y el tercero se incluyó en Nieuw-Helvoet en 1855.
Se ubica unos 20 km al suroeste de Róterdam, en la costa noroccidental del Haringvliet.